# Ry, Skanderborg
Ry är en ort i Danmark.   Den ligger i Skanderborgs kommun och Region Mittjylland. Ry ligger 32 meter över havet  och antalet invånare är 6 082. Den ligger vid sjön Knudsø.
Närmaste större samhälle är Silkeborg, 16 km nordväst om Ry.